# IJF World Tour 2022
Il IJF World Tour 2022 è la quattordicesima edizione del circuito dell'International Judo Federation, composto da una serie di tornei internazionali di judo.
È iniziato il 28 gennaio e si è concluso il 22 dicembre, è composto da 13 tappe in 12 stati diversi situati  in Europa e Asia.
Durante questa edizione si sono volte le seguenti competizioni:
- 1 campionato del mondo
- 1 torneo World Master
- 9 Grand Slam
- 2 Grand Prix

## I tornei
| Nº | Torneo                      | Sede                           | Data             | Resoconto | Rif.   |
| -- | --------------------------- | ------------------------------ | ---------------- | --------- | ------ |
| 1  | Portugal Grand Prix         | Portogallo, Almada             | 28 - 30 gennaio  | resoconto | [ 1 ]  |
| 2  | Paris Grand Slam            | Francia, Parigi                | 05 - 06 febbraio | resoconto | [ 2 ]  |
| 3  | Tel Aviv Grand Slam         | Israele, Tel Aviv              | 17 - 19 febbraio | resoconto | [ 3 ]  |
| 4  | Antalya Grand Slam          | Turchia, Adalia                | 01 - 03 aprile   | resoconto | [ 4 ]  |
| 5  | Tbilisi Grand Slam          | Georgia, Tbilisi               | 03 - 05 giugno   | resoconto | [ 5 ]  |
| 6  | Ulaanbaatar Grand Slam      | Mongolia, Ulan Bator           | 24 - 26 giugno   | resoconto | [ 6 ]  |
| 7  | Hungary Grand Slam          | Ungheria, Budapest             | 08 - 10 luglio   | resoconto | [ 7 ]  |
| 8  | Zagreb Grand Prix           | Croazia, Zagabria              | 15 - 17 luglio   | resoconto | [ 8 ]  |
| 9  | World Championships Seniors | Uzbekistan, Tashkent           | 06 - 12 ottobre  | resoconto | [ 9 ]  |
| 10 | Abu Dhabi Grand Slam        | Emirati Arabi Uniti, Abu Dhabi | 21 - 23 ottobre  | resoconto | [ 10 ] |
| 11 | Baku Grand Slam             | Azerbaigian, Baku              | 04 - 06 novembre | resoconto | [ 11 ] |
| 12 | Tokyo Grand Slam            | Giappone, Tokyo                | 03 - 04 dicembre | resoconto | [ 12 ] |
| 13 | World Masters               | Ungheria, Budapest             | 20 - 22 dicembre | resoconto | [ 13 ] |